# André Strappe
André Strappe (23 de febrer de 1928 - 9 de febrer de 2006) fou un futbolista francès.

## Selecció de França
Va formar part de l'equip francès a la Copa del Món de 1954.